# Geopyxis majalis
Geopyxis majalis är en svampart som först beskrevs av Elias Fries, och fick sitt nu gällande namn av Pier Andrea Saccardo 1889. Geopyxis majalis ingår i släktet Geopyxis och familjen Pyronemataceae.   Inga underarter finns listade i Catalogue of Life.